# Беллах
Беллах (нім. Bellach) — громада  в Швейцарії в кантоні Золотурн, округ Леберн.

## Географія
Громада розташована на відстані близько 30 км на північ від Берна, 3 км на захід від Золотурна.
Беллах має площу 5,3 км², з яких на 32,9% дозволяється будівництво (житлове та будівництво доріг), 47% використовуються в сільськогосподарських цілях, 14,8% зайнято лісами, 5,3% не є продуктивними (річки, льодовики або гори).

## Демографія
2019 року в громаді мешкало 5284 особи (+3% порівняно з 2010 роком), іноземців було 28,9%. Густота населення становила 999 осіб/км².
За віковим діапазоном населення розподілялося таким чином: 18,4% — особи молодші 20 років, 58,3% — особи у віці 20—64 років, 23,3% — особи у віці 65 років та старші. Було 2384 помешкань (у середньому 2,2 особи в помешканні).
Із загальної кількості 2321 працюючого 41 був зайнятий в первинному секторі, 1269 — в обробній промисловості, 1011 — в галузі послуг.